# 国鉄シキ30形貨車
国鉄シキ30形貨車（こくてつシキ30がたかしゃ）は、鉄道省およびその後身である日本国有鉄道に在籍し、1926年（大正15年）に鉄道省鷹取工場で3両が製造された30トン積み低床式大物車である。当初は明治44年称号規程でのオシウ50形であったが、1928年（昭和3年）の称号規定改正によりシキ30形のシキ30 - シキ32となった。
全長は11,876 mm（車体長11,200mm）で、低床部の長さは3,960 mm、レール面上高さは802 mmであった。低床部の幅を広くする設計を採ったが、このために低い部分での車両限界を支障しないように低床部が高くなってしまった。これはかえってこの車両の使い勝手を落とすことになってしまった。当初は手ブレーキのみ装備しており、後に改造で空気ブレーキを装備した。台車はTR16形ボギー台車を装備していた。
1964年（昭和39年）度から1968年（昭和43年）度にかけて、順次廃車となった。